# Liste des édifices religieux de Valence
Cet article présente une liste des édifices religieux de la ville de Valence dans la Drôme.

## Liste des édifices par religion
Ci-dessous une liste des édifices religieux de Valence, à noter qu'il s'agit d'une liste non exhaustive.

### Catholique
- Cathédrale Saint-Apollinaire, place des Ormeaux.
- église Saint-Jean-Baptiste, place Saint-Jean.
- Église de l'Annonciation dite aussi Notre-Dame-de-Charran, avenue du Grand Charran.
- Église Notre-Dame; rue Berthelot.
- Église Sainte-Catherine, avenue Victor Hugo.
- Église Sainte-Claire, rue Jean-François Fourel de Chamberlière.
- Église Sainte-Thérèse-de-l'Enfant-Jésus, place Père Yves Prioron.
- Église Saint-François-d'Assise, rue Giuseppe Verdi.
- Église Saint-Paul, rue des Basses Crozettes au Polygone.
- Église Saint-Pie-X, avenue De Lattre au Petit Charran.
- Église de la maison diocésaine du Bon-Pasteur, rue Paul Bert.

### Chapelles
- Chapelle Notre-Dame de Soyons, rue Saint-Martin.
- Chapelle des Capucins, place Laennec.
- Chapelle des Cordeliers, rue André Lacroix.
- Chapelle de l'école Saint-Apollinaire, rue Faventines.
- Chapelle du Saint-Sacrement de l'école Saint-Joseph, avenue Victor Hugo.
- Chapelle de l'Immaculée-Conception, rue Montplaisir du lycée Monplaisir.
- Chapelle de la maison diocésaine, rue Belle Image.
- Chapelle ossuaire du cimetière Saint-Lazare, avenue de Romans.
- Chapelle Saint-Joseph des Rédemptoristes, chemin Saint-Joseph.
- Chapelle du collège Sainte-Anne et lycée de la Providence, rue Henri Chalamet.
- Chapelle Sainte-Germaine, rue Christophe Colomb (maison de retraite).
- Chapelle, rue du Parc (secours catholique).

### Églises arméniennes
- Église arménienne Saint-Grégoire-l'Illuminateur, rue Ambroise Paré.
- Église Maranatha des Frères spirituels, rue du Petit Paradis.
- Église apostolique arménienne Saint-Sahag, rue de la Cécile.

### Protestant/Évangélique
- Temple de l'abbaye Saint-Ruf, rue Saint-James.
- Temple de l'Église réformée de France, rue d'Érevan au Petit Charran.
- Ancienne chapelle protestante, rue Pierre Corneille au Calvaire.
- Armée du Salut, rue du Commerce.
- Église chrétienne évangélique, Cours Voltaire.
- Église évangélique adventiste, rue Mirabeau.
- Église évangélique libre, rue Alphonse Daudet.
- Église évangélique pentecôtiste, rue Montplaisir.
- Église protestante les Sarments, rue Jules Ferry.
- Église Protestante évangélique, rue de Verdun.

### Musulman
- Mosquée, chemin de Thabor.

### Israélite
- Synagogue, place du Colombier.

### Églises millénaristes
- Église de Jésus-Christ des saints des derniers jours, rue Mirabeau.
- Salle du royaume des témoins de Jéhovah, rue Dieudonné Costes.